# Zero Hora
Zero Hora est le plus important quotidien brésilien situé hors de l'axe Rio de Janeiro-São Paulo. Il est diffusé dans l'État du Rio Grande do Sul, l'état le plus méridional du Brésil. Il occupe actuellement la 7e place au classement de la diffusion des journaux brésiliens. 
Lancé le 4 mai 1964 à Porto Alegre par la junte militaire (1964-85) comme instrument de propagande, il est aujourd'hui de tendance libérale mais aussi (quelque peu) conservatrice.
Zero Hora appartient depuis 1970 au Grupo RBS (Rede Brasil Sul), le groupe de presse dominant dans le sud du pays. Il est le seul dans la grande presse du Brésil à avoir le format tabloïd.
L'édition du week-end propose en plus du journal de nouvelles des cahiers loisirs (mode, people, décoration, féminin, culture entre autres).
Le 19 septembre 2007, RBS met en ligne sur Internet le portail du journal qui reprend les articles et les dépêches de la rédaction et qui est actualisé 24h/24.

## Poursuites contre la situation d'oligopole du Grupo RBS
En 2008, le Ministère Public Fédéral (MPF) brésilien à l'état de Santa Catarina a intenté une Action Civile Publique (procès nº. 2008.72.00.014043-5) contre l'oligopole de l'entreprise Rede Brasil Sul (RBS) au sud du Brésil. Le MPF demande à l'entreprise, parmi d'autres mesures, la réduction du nombre de stations de télévision et radio à Santa Catarina (SC) et au Rio Grande do Sul (RS), pour que l'entreprise soit en accord avec la loi brésilienne; ainsi que l'annulation du rachat du journal A Notícia, de Joinville, réalisé en 2006 - et qu'a resulté dans la constitution d'un monopole virtuel de l'entreprise parmi les journaux les plus importants à l'état de Santa Catarina,,.
En 2009, le procureur de la République à Canoas (RS), Pedro Antonio Roso, a sollicité au président du Grupo RBS, Nelson Pacheco Sirotsky, parmi d'autres renseignements, le nombre de véhicules de télévision et radio détenus par l'entreprise au Rio Grande do Sul , "ainsi que ses stations de transmission et retransmission affiliées". La réquisition fait partie d'une procédure instaurée par le Ministère Public Fédéral pour "faire une enquête sur la possible occurrence de pratique de monopole et des irrégularités sur concessions de radio et télévision par la part du Grupo RBS au Rio Grande do Sul",.